# Tesouro Informatizado da Língua Galega
O Tesouro Informatizado da Língua Galega (TILG) é um recurso eletrónico de busca em textos etiquetados em língua galega. O projeto foi realizado pelo Instituto da Língua Galega (ILG), em convênio com a Direção Geral de Política Linguística da Junta de Galiza, e permite a busca lexical numa enorme quantidade de obras galegas modernas (desde Ramón Otero Pedrayo e Álvaro Cunqueiro até Manuel Rivas ou Suso de Toro) e antigas (desde a época de Martín Sarmiento).